# إمبراطورية أتلانتيوم
إمبراطورية أتلانتيوم هي دولة مجهرية وعلمانية , تعددية تقدمية مجموعة ومقرها ساوث ويلز، أستراليا.
يُطلق عليهم "المندوبون الإمبراطوريون" ؛ في الولايات المتحدة، باكستان، بولندا، البرازيل،  حصلت المجموعة على "التكريم الإمبراطوري" لمختلف المتلقين، بشكل عام تقديرًا للنشاط السياسي أو لخدمة المجتمعات المحلية..سويسرا و صربيا، سنغافورة، إيران، إيطاليا، الهند

## الطوابع والعملات المعدنية والأوراق النقدية
تم بيع الطوابع والعملات المعدنية والأوراق النقدية بواسطة أتلانتيوم، الذي استخدم نظام العملة العشري المكون من 100 سنتي إمبراطوري مقابل العملة الصلبة الإمبراطورية. ادعى موقع أتلانتيوم أن أرباح تلك المبيعات تُستخدم في "عمليات الإمبراطورية المستمرة". وكذلك القضايا الخيرية.
أقدم تقرير إعلامي موثق يشير إلى أتلانتيوم هو مقال في مجلة عام 1984 لهواة جمع الطوابع إصداراته. كان هناك 12 إصدارًا من الطوابع الأطلنطية. طابع سندريلا حول
سك عملات أتلانتيوم، على الرغم من أن مستويات النشاط الاقتصادي في أتلانتيوم ظلت منخفضة. كانت العملة الأولى هي الذكرى العشرين لعملة 10 سوليدي، والتي تشبه وجه جورج كروكشانك والنسر الإمبراطوري< أنا=6> كالعكس. في عام 2011، تم إصدار عملة معدنية من فئة 30 سوليدي للاحتفال بالذكرى الثلاثين لتأسيس أتلانتيوم. كانت العملة تحمل شكل جورج كروكشانك على الوجه والنسر ذو الذيل الإسفيني (Aquila audax ومطلي بذهب عيار 9 قيراط. كانت الأوراق النقدية من عملة أتلانتيوم مقومة بالسوليدي الإمبراطوري (10 و25 و50 و100 سوليدي إمبراطوري) وهي مقسمة حاليًا إلى سلسلة 2006 وسلسلة 2007.نحاس النيكل) على ظهره ومصنوع من

## المواطنة
اعتبارًا من أكتوبر 2015، كان لدى أتلانتيوم ما يقرب من 3000 مواطن من أكثر من 100 دولة (وما زالوا يقيمون هناك بسبب صغر مساحة إمبراطورية أتلانتيوم).< a i=2>[5] يذكر موقع الويب الأفراد الذين يشغلون مناصب مثل الوزير والمدير والقاضي والمندوب الإمبراطوري . وقالت أتلانتيوم إن جنسيتها لا تحل محل الجنسيات الحالية. يؤكد الأطلنطيون أنهم جميعًا مواطنون مزدوجون، وأن أتلانتيوم تشجع مواطنيها بنشاط على المشاركة في العمليات السياسية في البلدان التي يقيمون فيها.
في أواخر عام 2016، توقفت شركة Atlantium عن قبول طلبات الجنسية وفقًا لرد تم نشره على صفحة Facebook الرسمية. في 1 يناير 2018 تمت إعادة فتح عملية تقديم طلبات المواطن، مقابل رسوم قدرها 25 دولارًا أمريكيًا.